# Länsväg

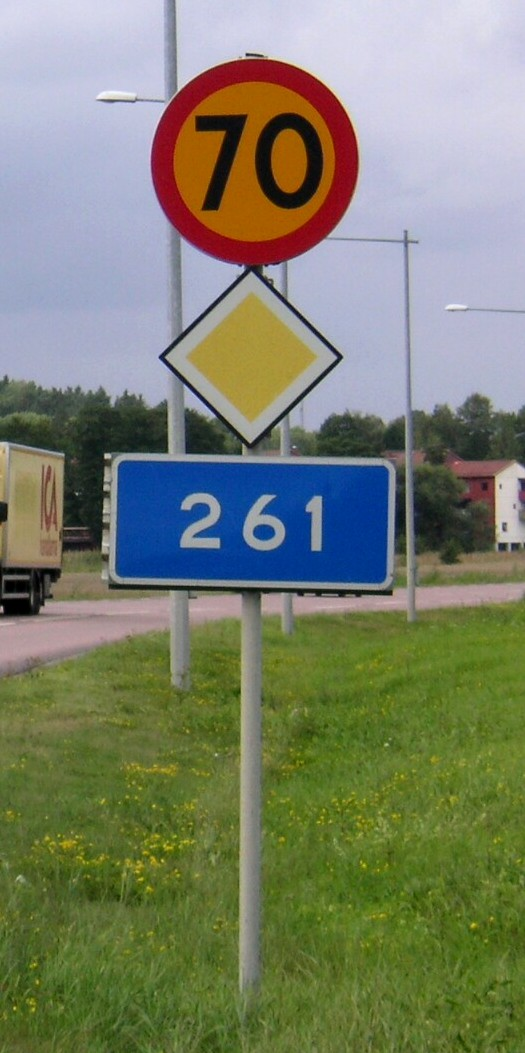
Länsväg 261 på Ekerö, även kallad Ekerövägen.

En länsväg är i Sverige en statlig allmän väg som inte är riksväg eller europaväg. Länsvägar delas in i två kategorier utifrån sin betydelse: primära respektive övriga länsvägar, fram till 2017 benämnda sekundära och tertiära länsvägar. I Sverige fanns 2012 totalt 83 100 km länsväg. Därmed utgör länsvägnätet ca 85 % av det statliga vägnätets 98 500 km. På länsvägnätet utförs ca 35 % av trafikarbetet på statliga landsvägar. 
Primära länsvägar har en gemensam nummerserie i hela Sverige och kan, namnet till trots, sträcka sig över länsgränser. Primära länsvägar har nummer 100–499 och numret skyltas utmed vägen. 
Övriga länsvägar har egna nummerserier i varje län, från 500 och uppåt. Länsbokstaven skrivs ut före numret om inte länet är givet av sammanhanget. Dessa vägar hör oftast inte till de allra viktigaste i ett område, men många undantag finns. Det finns exempel på övriga länsvägar som är motortrafikled. De skyltas med få undantag inte med nummer, och brukar heller inte ha numret utsatt i kartböcker. Räknat efter sträcka utgör de huvuddelen av Sveriges vägnät.
Samtliga allmänna vägar publiceras på kartan Väginformation - Allmänna vägar, bärighetsklasser, framkomlighetsbegränsningar och rekommenderade färdvägar för transporter av farligt gods. Denna utges länsvis av Trafikverket i samarbete med länsstyrelsen. Varje länsstyrelse publicerar en sammanställning över de allmänna vägarna i länet.

## Standard
Det saknas enhetlig standard för vägutformningen när det gäller länsvägar. Utformning (liksom vägens skick) beror mycket på när vägen byggdes. En del länsvägar är flera hundra år gamla, och bara lite förbättrade, till exempel asfalterade.
Det finns standardkrav för nybyggen och stora ombyggnader. De beror dock på trafikmängd, dock krävs minst belagd väg och 6 m bredd för primära länsvägar och 5 m bredd för övriga. Det finns dock inga krav på att förbättra befintliga vägar som inte uppfyller nybyggnadskraven. Särskilt när det gäller övriga länsvägar finns väldigt många vägar som inte uppfyller minimireglerna, grusvägar accepteras inte alls för nybyggen, och de som finns förbättras efter hand i en långsam takt.

## Numrering
Ett system med rikshuvudvägar och länshuvudvägar infördes 1945, där länshuvudvägarna hade nummer 20–400. 1962 gjordes en stor förändring. De viktigaste länshuvudvägarna blev riksvägar; de övriga blev primära länsvägar. De primära länsvägarna fick i princip behålla sina tidigare nummer om de var över 160, men fick nya nummer annars. Det har gjorts mindre förändringar vid andra tidpunkter, särskilt 1985.
Systemet som gällde från 1962 hade följande uppbyggnad för primära länsvägar: 
- 100–119, Skåne upp till Helsingborg–Kristianstad.
- 120–139, Södra Götaland, upp till Falkenberg–Jönköping–Norrköping.
- 140–149, Gotland.
- 150–199, Västra Götaland, upp till Vänern.
- 200–229, Nordöstra Götaland, Sydöstra Svealand upp till Mälaren.
- 230–299, Svealand, Värmland och från Mälaren till en linje Mora–Gävle
- 300–349, Södra Norrland
- 350–400, Norra Norrland

Inom varje del numrerades vägarna med lägst nummer i väster och i söder. Systemet har frångåtts delvis i samband med degraderingar av riksvägar och sammanslagningar av länsvägar.
Medan de primära länsvägarna liksom riks- och europavägarna är numrerade för trafikanterna – de har karaktären av leder eller stråk i vägnätet – är ett övrigt länsvägsnummer mer ett nummer för myndigheterna, vilket får till följd att sådana nummer ytterst sällan delar sträckning. Det innebär bl.a. att om två övriga länsvägar som leder till en viss ort sammanstrålar ett stycke innan denna brukar inte den återstående sträckan ha båda numren, som ofta är fallet när det gäller riksvägar och primära länsvägar (detta trots att båda kan skyltas mot orten). I en fyrvägskorsning med riksväg i två riktningar och övrig länsväg i de två övriga brukar länsvägsnumren vara olika på riksvägens respektive sidor.

## Rekord
- Blekinge län är det län som har minst antal kilometer länsväg, 1 336 km
- Västra Götalands län är det län som har flest kilometer länsväg, 10 218 km.
- Längsta länsvägen i Sverige är länsväg 363, 325 km, därefter länsväg 172, 199 km.
- Den längsta länsvägen som funnits är länsväg 343, 499 km mellan Strömsund och Jokkmokk, numera E45. Före 1962 var länshuvudväg 343 Östersund–Karesuando 895 km lång.
- Kortaste primära länsvägen är länsväg 402, 3,3 km. Före 2000 fanns länsväg 401, 2,0 km.
- Längsta bron på en länsväg är Ölandsbron, 6,1 km på länsväg 137.
- Längsta tunneln på en länsväg är Muskötunneln, 3,0 km på en övrig länsväg. Längst på primär länsväg är Törnskogstunneln, 2,1 km.

### Listor
- Lista över primära länsvägar i Sverige
- Lista över svenska vägar i nummerordning#Länsvägar
- Lista över historiska vägnummer i Sverige

### Listor över primära och övriga länsvägar efter län
- Lista över länsvägar i Blekinge län
- Lista över länsvägar i Dalarnas län
- Lista över länsvägar i Gotlands län
- Lista över länsvägar i Gävleborgs län
- Lista över länsvägar i Hallands län
- Lista över länsvägar i Jämtlands län
- Lista över länsvägar i Jönköpings län
- Lista över länsvägar i Kronobergs län
- Lista över länsvägar i Kalmar län
- Lista över länsvägar i Norrbottens län
- Lista över länsvägar i Skåne län
- Lista över länsvägar i Stockholms län
- Lista över länsvägar i Södermanlands län
- Lista över länsvägar i Uppsala län
- Lista över länsvägar i Värmlands län
- Lista över länsvägar i Västerbottens län
- Lista över länsvägar i Västernorrlands län
- Lista över länsvägar i Västmanlands län
- Lista över länsvägar i Västra Götalands län
- Lista över länsvägar i Örebro län
- Lista över länsvägar i Östergötlands län